# Parc de Vanemuine
Le parc de Vanemuine (en estonien : Vanemuise park), est un parc du quartier Kesklinn de Tartu en Estonie.

## Présentation
Le parc de Vanemuine est bordé par les rues Vanemuise tänav, Tiigi tänav et Õpetaja tänav.
Au début du XIXème siècle, le parc de Vanemuine était également le premier emplacement du jardin botanique de l'Université de Tartu.
L'étang de Vanemuine est situé dans le parc, ce qui a donné le nom de la rue Tiigi.
En 1994, le mémorial à Jakob Hurt a été érigé au milieu du parc. 
Le mémorial se compose d'une base en granite et d'une sculpture en granite représentant le linguiste assis sur une chaise et tenant un livre ouvert. 
Le nom du linguiste est gravé sur la partie médiane de la base, l'année de naissance à gauche et l'année de décès à droite. 
Les auteurs du monument sont le sculpteur Jaak Soans et l'architecte Rein Tomingas .
En 2016, par décision du gouvernement de la ville de Tartu, un mémorial au maire de longue date de Tartu, Karl Luik, a été érigé dans le parc . 
L'auteur du buste est Tõnis Paberit , l'architecte du monument est Uku Põllumaa. 
L'emplacement du mémorial a été déterminé par l'ancienne résidence de Karl Luik au numéo 12 de la rue Tiigi tänav, où le bureau de l'état civil de Tartu a été installé par la suite.  
En face du parc, près de la rue Vanemuise tänav, se trouve le bâtiment Vanemuise 46 de l'Université de Tartu. 
Le petit théâtre de Vanemuine est également situé près du parc.